# X (албум)
X е десетият студиен албум на австралийската певица Кайли Миноуг. Албумът е предшествано от сингъла „2 Hearts“ и издаден в целия свят през ноември 2007 година. Американският съобщение на X се проведе през април 2008 г. и е предшестван от сингъла „All I See“. В последен сингъл „The One“ е издаден в Австралия на 28 юли 2008 година.

## Списък с песните

### Оригинален траклист
1. „2 Hearts“ – 2:52
2. „Like a Drug“ – 3:16
3. „In My Arms“ – 3:32
4. „Speakerphone“ – 3:54
5. „Sensitized“ – 3:55
6. „Heart Beat Rock“ – 3:19
7. „The One“ – 4:05
8. „No More Rain“ – 4:02
9. „All I See“ – 3:03
10. „Stars“ – 3:42
11. „Wow“ – 3:12
12. „Nu-di-ty“ – 3:02
13. „Cosmic“ – 3:08

### CD-ROM
1. „Rippin' Up the Disco“ – 3:29

### Специално издание (DVD)
1. „Xposed“ (интервю с Кайли) – 24:39
2. „Photo Gallery“ (с Xclusive 'White Diamond' трак)	– 2:49
3. „White Diamond“ (филмов трейлър) – 1:04
4. „2 Hearts“ (видеоклип) – 2:53

### USB издание
1. „2 Hearts“ (видеоклип) – 2:53
2. „White Diamond“ (филмов трейлър) – 1:04

### Австралийско и Новозеландско iTunes Store издание
1. „Magnetic Electric“ – 3:16
2. „White Diamond“ – 3:03

### Европейско iTunes Store издение
1. „Heart Beat Rock“ (Benny Blanco Remix featuring MC Spank Rock) – 3:13

### Японско издание
1. „King or Queen“ – 2:39
2. „I Don't Know What It is“ – 3:18

### Мексиканско специално издание
1. „In My Arms“ (с Aleks Syntek) – 3:40
2. „In My Arms“ (Spitzer Dub Remix) – 5:03
3. „Wow“ (CSS Remix) – 3:16
4. „Carried Away“ – 3:17
5. „Cherry Bomb“ – 4:17
6. „Do It Again“ – 3:22

### Американско издание
1. „All I See“ (с Mims) – 3:51

### Американско издание (дигитални тракове)
1. „All I See“ (с Mims) – 3:51
2. „Carried Away“ (Amazon MP3 бонус трак) – 3:14

### Австралийско Tour издание (Диск 2)
1. „2 Hearts“ (Harris & Masterson Extended Mix) – 4:25
2. „2 Hearts“ (Alan Braxe Remix)	– 4:52
3. „The One“ (Freemasons Vocal Club Mix)	– 9:13
4. „Wow“ (David Guetta Remix) – 6:23
5. „Wow“ (CSS Remix)	– 3:14
6. „In My Arms“ (Chris Lake Vocal Mix) – 6:36
7. „In My Arms“ (Steve Pitron & Max Sanna Remix)	– 6:41
8. „In My Arms“ (Sébastien Léger Remix) – 7:02
9. „In My Arms“ (Spitzer Remix) – 3:30
10. „All I See“ (Remix featuring Mims) – 3:50

### Южноазиатско Tour издание (Диск 1)
1. „All I See“ (с Mims) – 3:51
2. „Magnetic Electric“ – 3:16
3. „The One“ (Freemasons Vocal Club Mix)	– 9:16
4. „Can't Get You Out of My Head“ (Greg Kurstin Remix) – 4:03

### Южноазиатско Tour издание (DVD)
1. „2 Hearts“ (видеоклип)
2. „2 Hearts“ (създаване)
3. „Wow“ (видеоклип)
4. „Wow“ (създаване)
5. „In My Arms“ (видеоклип)
6. „In My Arms“ (зад кадър)
7. „Wow“ (на живо от Brit Awards 2008)

## Сингли
- „2 Hearts“ (Издаден на 16 октомври 2007)
- „In My Arms“ (Издаден на 15 февруари 2008)
- „Wow“ (Издаден на 17 февруари 2008)
- „All I See“ (Издаден на 11 март 2008)
- „The One“ (Издаден на 28 юли 2008)